# Calling (Elephant)
Calling is een nummer van de Nederlandse indieband Elephant uit 2021. Het is de eerste single van hun debuutalbum Big Thing.

## Achtergrondinformatie
Tijdens een interview op NPO Radio 2 zei frontman Frank Schalkwijk over het nummer: "Het gaat niet over bellen, maar het gaat over een roeping. Het gaat over het moment dat je vol besluit te gaan voor de muziek". Volgens Schalkwijk ervoer Elephant dit in de oefenruimte, toen de bandleden het gevoel hadden een muzikale klik te hebben. "Calling" bereikte de Nederlandse Top 40 of Tipparade niet, maar haalde wel de 3e positie in de Verrukkelijke 15 van NPO Radio 2.
Nadat Elephant 3FM Talent werd en opvolger "Hometown" veel airplay kreeg op NPO 3FM, werd "Calling" in 2022 opnieuw uitgebracht en ook veel gedraaid door dat station. Ook verscheen in de zomer van 2022 een videoclip bij het nummer. Desondanks viel de plaat wederom buiten de Top 40 of Tipparade.

## Tracklijst
- Muziekdownload

1. "Calling" - 3:20